# Суводська
Суводська (рос. Суводская) — станиця у Дубовському районі Волгоградської області Російської Федерації.
Населення становить 450 осіб. Входить до складу муніципального утворення Суводське сільське поселення.

## Історія
Станиця розташована у межах українського історичного та культурного регіону Жовтий Клин.
Згідно із законом від 14 березня 2005 року № 1026-ОД органом місцевого самоврядування є Суводське сільське поселення.

## Населення
| 2010 |
| ---- |
| 450  |